# Pardosa jambaruensis
Pardosa jambaruensis är en spindelart som beskrevs av Tanaka 1990. Pardosa jambaruensis ingår i släktet Pardosa och familjen vargspindlar. Inga underarter finns listade i Catalogue of Life.